# Cantone di Cerisiers
Il Cantone di Cerisiers era una divisione amministrativa dell'arrondissement di Sens.
È stato soppresso a seguito della riforma complessiva dei cantoni del 2014, che è entrata in vigore con le elezioni dipartimentali del 2015.
Comprendeva i comuni di:
- Arces-Dilo
- Bœurs-en-Othe
- Cérilly
- Cerisiers
- Coulours
- Fournaudin
- Vaudeurs
- Villechétive